# Elephant Eyelash
Elephant Eyelash è il primo album in studio del gruppo musicale statunitense Why?, pubblicato nel 2005.

## Tracce
1. Crushed Bones – 3:30
2. Yo Yo Bye Bye – 2:51
3. Rubber Traits – 4:01
4. The Hoofs – 1:57
5. Fall Saddles – 2:44
6. Gemini (Birthday Song) – 5:28
7. Waterfalls – 2:50
8. Sanddollars – 3:44
9. Speech Bubbles – 2:57
10. Whispers into the Other – 3:28
11. Act Five – 3:20
12. Light Leaves – 4:10